# أعمال الشغب في السويد 2022
اندلعت أعمال شغب في العديد من المدن السويدية في أبريل 2022 بسبب مسيرات حزب الخط المتشدد الدنماركي اليميني المتطرف، حيث أحرق زعيم الحزب، راسموس بالودان القرآن خلال عطلة عيد الفصح، الذي تزامن مع عطلة رمضان الإسلامية.

## الجدول الزمني
في أبريل 2022، تقدم بالودان بطلب للحصول على إذن بعقد العديد من التجمعات لحرق نسخ من القرآن الكريم في السويد. سمحت الشرطة الإقليمية ببعض التجمعات وحظرت أو نقلت البعض الآخر، حسب الظروف المحلية.
في 14 أبريل، اندلعت أعمال عنف في مدينة لينشوبينغ، حيث تم مهاجمة سيارات الشرطة وإضرام النار في إحدى السيارات. وفي أوريبرو أصيب 12 شرطيا، وأضرمت حشود غاضبة النار في أربع من سيارات الشرطة. وأظهرت منشورات على مواقع التواصل الاجتماعي رجالا يكسرون زجاج سيارات الشرطة وسط صيحات التكبير. وفي اليوم التالي نجح بالودان هذه المرة في حرق مصحف في رينكيبي، مما أثار أعمال شغب أخرى.
وتوقفت محاولة بالودان لعقد تجمع في مالمو في 16 أبريل بعد أن قام المحتجون برشق الحجارة باتجاههم. تعرّض بالودان للضرب بالحجر وتم تفريق المحتجين برذاذ الفلفل. كما أضرم المشاغبون النار في حافلة في المدينة خلال الليل.
وكان من المقرر عقد تجمع حرق القرآن في 17 أبريل في لانديسكرونا، سكانيا، ولكن تم نقله إلى مالمو من قبل الشرطة لمنع الاضطرابات. إلا أن المتظاهرين في لاندسكرونا قاموا بإلقاء الحجارة وإضرام النار في المركبات، مما تسبب في أضرار جسيمة في الممتلكات وعرقلة حركة المرور عمداً. وردت الشرطة بإطلاق النار عليهم مما أدى إلى إصابة ثلاثة منهم. وفي نهاية اليوم، حدثت أضرار واسعة النطاق ضد كل من الشرطة والممتلكات المدنية، بما في ذلك مدرسة واحدة في روزنغورد، مالمو، والتي تم إحراقها.
وشارك في أعمال العنف أكثر من 200 شخص واعتقل أكثر من 40 شخصا. وأصيب ما لا يقل عن 104 من ضباط الشرطة، و14 مدنيا وتضررت أو دمرت أكثر من 20 مركبة. كما أصيب مدني واحد على الأقل غير متورط.

## العواقب

### ردود الفعل الدولية
أثار قرار السماح لبالودان بتنظيم المظاهرة إدانة واسعة النطاق من الدول الإسلامية، بما في ذلك إيران والعراق وإندونيسيا وباكستان والإمارات العربية المتحدة والسعودية. واندلعت احتجاجات أمام السفارة السويدية في إيران، وردد المتظاهرون شعارات تقليدية مناهضة للغرب.
و نظم حزب «الحركة الإسلامية البنغلاديشية» مظاهرة كبيرة في العاصمة البنغالية دكا احتجاجا على حرق المصحف الشريف والاشتباكات الأخيرة في القدس. وقالت الحركة إنه إذا لم تعرض الحكومة الأمر على الأمم المتحدة ومنظمة التعاون الإسلامي، سوف «نستنتج أنها (الحكومة البنغلاديشية) تعمل بالنيابة عن إسرائيل».
وقال الدبلوماسي الصيني وانغ وين بين إن «حرية التعبير لا يمكن أن تكون سببا للتحريض على التمييز العنصري أو الثقافي وتمزيق المجتمع» ودعا الحكومة السويدية إلى «احترام المعتقدات الدينية للأقليات».